# Очопінте

Очопінте (Очопінтре) — в грузинській міфології — чоловіче божество полювання.
Згідно з переказами, Очопінте був покровителем і ватажком диких тварин. Вважалося, він володів душею кожної тварини. Мисливець, перед тим як йти на полювання (і під час полювання), вимолював у Очопінте удачу і дозвіл вбити звіра.